# Isochromodes epioneata
Isochromodes epioneata är en fjärilsart som beskrevs av Walker 1860. Isochromodes epioneata ingår i släktet Isochromodes och familjen mätare. Inga underarter finns listade i Catalogue of Life.